# Maddison Jaizani
Maddison Jaizani, född 3 juni 1995 i Sale, är en brittisk skådespelare.
Jaizani har bland annat medverkat i TV-serierna Versailles (2015-2018), Into the Badlands (2017-2019) och Nancy Drew (2019-2023).

## Filmografi (i urval)
- 2015-2018: Versailles
- 2017-2019: Into the Badlands
- 2019-2023: Nancy Drew